# Symphonie no 1 de Hartmann
Versuch eines Requiem
Pour les articles homonymes, voir Symphonie no 1.
La Symphonie no 1 est une symphonie du compositeur allemand Karl Amadeus Hartmann.

## Historique
Sous-titrée « Versuch eines Requiem » ( Essai pour un Requiem ), la pièce a d'abord été écrite en 1936 sous forme d'une cantate pour alto solo et orchestre, utilisant des traductions de poésies de Walt Whitman. Hartmann ajouté le titre « Unser Leben : Symphonisches Fragment » (Notre vie : Fragment Symphonique) en 1938, avec l'intention de présenter l'œuvre comme un commentaire sur les conditions de vie sous le régime nazi. Sans surprise, elle n'a pas été jouée au cours de ces années, sort qu'a connu la majorité de la production de Hartmann, et ce n'est qu'en 1948 que la pièce a été donnée à Francfort-sur-le-Main.
Hartmann a revisité la pièce dans les années 1950. À ce moment, sa Première Symphonie a été baptisée Miserae. Cependant Hartmann a retiré cette œuvre, et en 1954-55 après une nouvelle révision, il a rebaptisé ce morceau comme sa Première Symphonie, avec son nouveau titre « Versuch eines Requiem ». Elle a été exécutée la première fois dans sa version finale à Vienne le 22 juin 1957 par l'Orchestre symphonique de Vienne sous la direction de Nino Sanzogno avec la soliste Hilde Rössel-Majdan (en). C'est son unique symphonie portant un numéro qui possède une partie vocale.

## Analyse de l'œuvre
Hartmann n'a pas mis en musique des poèmes complets de Whitman, mais a choisi les extraits . Le troisième mouvement est purement orchestral.
1. Introduktion : Elend (Introduction: Misère), texte tiré de « I Sit and Look Out »
2. Frühling (Printemps), texte de  « When Lilacs Last in the Dooryard Bloom'd »
3. Thema mit vier Variationen (Thème avec quatre variations)
4. Tränen (Larmes), texte de « Tears »
5. Epilogue : Bitte (Épilogue : Supplication), texte de « Pensive on her Dead Gazing »